# Frenemies
Frenemies je devátá epizoda páté série amerického hudebního televizního seriálu Glee a v celkovém pořadí devadesátá sedmá epizoda. Napsal ji Ned Martel, režíroval Bradley Buecker a poprvé se vysílala ve Spojených státech dne 25. února 2014 na televizním kanálu Fox. S touto epizodou se vysílání seriálu přesunulo ze čtvrtečního času (21 hodin večer místního času) na úterní večer (20 hodin místního času).

## Obsah epizody
Tina Cohen-Chang (Jenna Ushkowitz) je stresovaná, protože je na čekacím listu na Brown University a Artie Abrams (Kevin McHale) se jí snaží povzbudit svým podáním písně I Call You Friend". Jejich vztah zhořkne, když ředitelka Sue Sylvester (Jane Lynch) oznámí, že oba dva mají stejný známkový průměr jako nejlepší studenti třídy a jeden z nich musí přednést před třídou řeč, o což začnou mezi sebou soutěžit. Kromě toho také soutěží o sólo na národním kole, v písni "My Lovin' (You're Never Gonna Get It)", během které Tiny omylem shodí Artieho z jeho vozíčku.
V New Yorku je Santana Lopez (Naya Rivera) čím dál tím nespokojenější se svými životními neúspěchy ve světle broadwayských úspěchů Rachel Berry (Lea Michele). Santana se tedy na konkurzu uchází o místo Racheliny náhradnice písní "Don't Rain on My Parade", kde kopíruje Racheliny typické pohyby. Rachel je rozzuřená a začne Santanu urážet. Jejich rivalita ještě stoupne, když Santana roli získá a režisér Rupert Campion (Peter Facinelli) oznámí, že fakt, že obě pochází ze stejné střední školy, použije k publicitě muzikálu.
Mezitím Kurt Hummel (Chris Colfer) podezřívá Elliotta "Starchild" Gilberta (Adam Lambert), že se mu snaží ukrást kapelu a rozhodne se k němu dostat blíže tak, že předstírá, že se chce od něj naučit hrát na kytaru. Elliott vezme Kurta do prodejny kytar, kde zpívají "I Believe in a Thing Called Love" a oba dva si uvědomí, že s tím druhým rádi tráví čas. Elliott ujistí Kurta, že se ho nesnaží vyšachovat ze skupiny. Kurt nahraje na sociální síť svou fotku s Elliotem, díky čemuž Blaine Anderson (Darren Criss) začne trochu žárlit.
Př slavnostní řeči se Artie a Tina navzájem omluví tomu druhému za své předchozí chování. Lepšího řečníka z nich má vybrat porota složená z Willa Schuestera (Matthew Morrison), trenérky Shannon Beiste (Dot-Marie Jones) a školníka Figginse (Iqbal Theba), pro ně to ale skončí nerozhodně, a tak Sue vybere jako vítěze Blaina, k čemuž mu posléze Tina i Artie gratulují. V té chvíli, když Blaine, Artie a Tina zpívají "Breakaway", se Rachel rozhodne odstěhovat ze společného bytu a přetrhat všechny společná pouta se Santanou a skončit tak jejich přátelství.

## Seznam písní
- "Whenever I Call You Friend"
- "Brave"
- "My Lovin' (You're Never Gonna Get It)"
- "Beautiful Dreamer"
- "Don't Rain on My Parade"
- "I Believe in a Thing Called Love"
- "Every Breath You Take"
- "Breakaway"

## Hrají
| Jacob Artist     | Jake Puckerman      |
| Melissa Benoist  | Marley Rose         |
| Chris Colfer     | Kurt Hummel         |
| Darren Criss     | Blaine Anderson     |
| Blake Jenner     | Ryder Lynn          |
| Jane Lynch       | Sue Sylvester       |
| Kevin McHale     | Artie Abrams        |
| Lea Michele      | Rachel Berry        |
| Matthew Morrison | William Schuester   |
| Alex Newell      | Wade „Unique“ Adams |
| Chord Overstreet | Sam Evans           |
| Naya Rivera      | Santana Lopez       |
| Becca Tobin      | Kitty Wilde         |
| Jenna Ushkowitz  | Tina Cohen-Chang    |